# 普扎尔
普扎尔（Puzhal），是印度泰米尔纳德邦Thiruvallur县的一个城镇。总人口20297（2001年）。

## 人口
该地2001年总人口20297人，其中男性9999人，女性10298人；0—6岁人口2791人，其中男1571人，女1220人；识字率75.83%，其中男性为84.02%，女性为67.89%。